# クロトニルCoA
クロトニルCoA(crotonyl-CoA)は、酪酸の発酵およびリシン・トリプトファンの代謝中間体の一つ。